# Newarowie

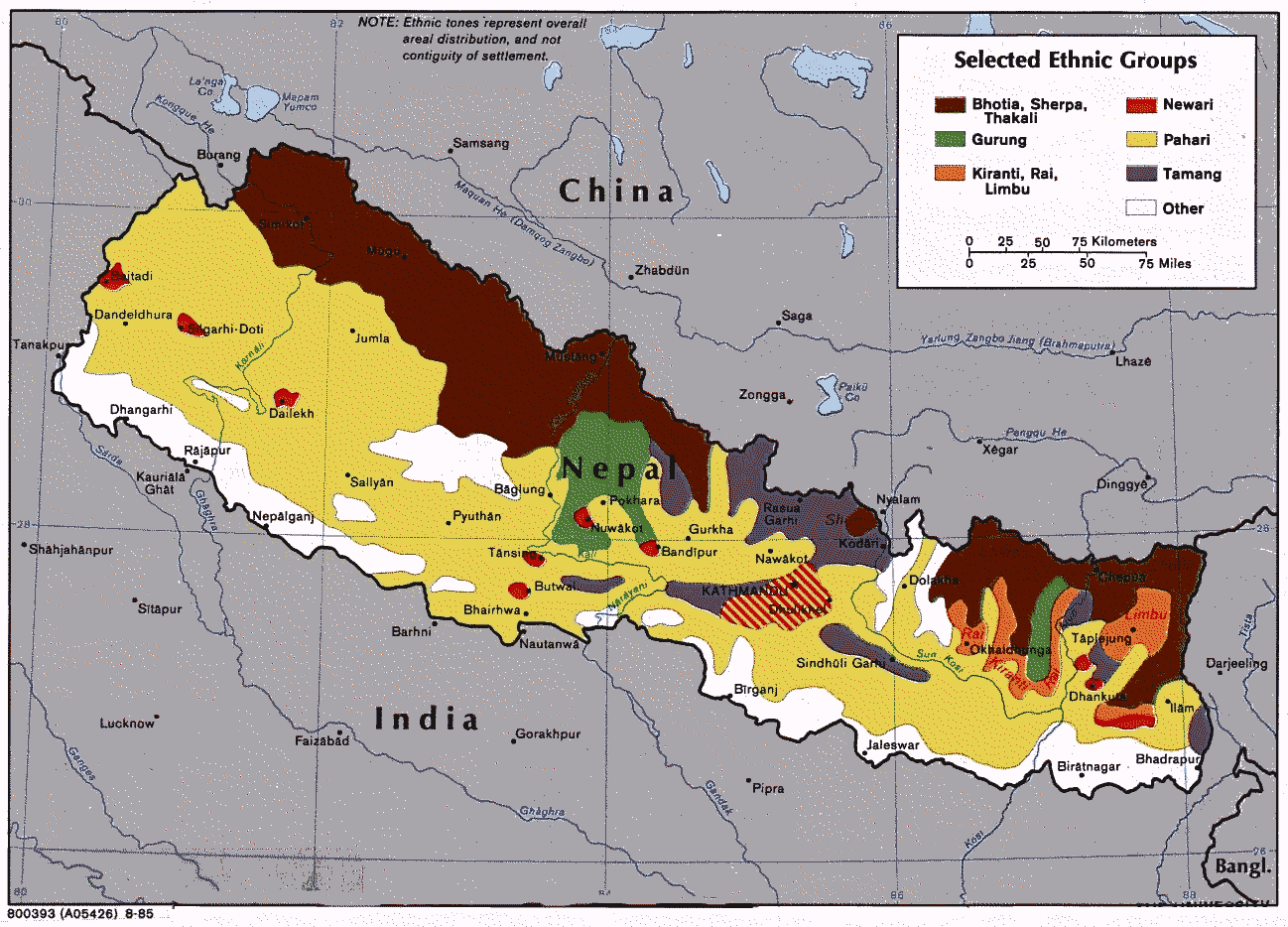
Grupy etniczne zamieszkujące Nepal

Newarowie (dewanagari नेवारी) – grupa etniczna zamieszkująca nepalską Dolinę Katmandu, posługująca się językiem newarskim. Liczba jej członków wynosi ponad 1 245 000 osób. Zamieszkują oni oprócz Nepalu także Bhutan, Indie i Tybet. Główną religią wyznawaną przez Newarów jest hinduizm, choć istnieje także duża grupa wyznawców buddyzmu.

## Architektura
Cechami charakterystycznymi architektury newarskiej są: pagoda, stupa, śikhara i ćajtja.